# Božík Macek
Božík Macek (* 11. září 1947) byl český a československý politik Komunistické strany Československa, poslanec Sněmovny národů Federálního shromáždění za normalizace. Po roce 1989 člen KSČM, za níž kandidoval v komunálních volbách.

## Biografie
K roku 1976 se profesně uvádí jako opravář zemědělských strojů.
Ve volbách roku 1976 nastoupil do české části Sněmovny národů (volební obvod č. 20 – Jindřichův Hradec, Jihočeský kraj). Mandát obhájil ve volbách roku 1981 (obvod Jindřichův Hradec) a ve volbách roku 1986 (obvod Jindřichův Hradec). Ve Federálním shromáždění setrval do konce funkčního období, tedy do svobodných voleb roku 1990. Netýkal se ho proces kooptací do Federálního shromáždění po sametové revoluci.
Politicky se okrajově angažoval i po sametové revoluci. V komunálních volbách roku 1998, komunálních volbách roku 2002, komunálních volbách roku 2006 a komunálních volbách roku 2010 kandidoval neúspěšně do zastupitelstva obce Kamenice nad Lipou za KSČM. Profesně byl vždy uváděn jako dělník. Zvolen nebyl.